# ГЕС Jiāngbiān
ГЕС Jiāngbiān (江边水电站) — гідроелектростанція у центральній частині Китаю в провінції Сичуань. Знаходячись після ГЕС Piānqiáo, становить нижній ступінь каскаду на річці Jiǔlónghé, яка впадає ліворуч до Ялунцзян, великої лівої притоки Дзинші (верхня течія Янцзи). 
В межах проекту річку перекрили бетонною греблею висотою 28 метрів та довжиною 179 метрів, яка утримує водосховище з об’ємом 1,33 млн м3 (корисний об’єм 0,91 млн м3) та припустимим коливанням рівня поверхні у операційному режимі між позначками 1789 та 1797 метрів НРМ.  
Зі сховища через лівобережний гірський масив прокладено дериваційний тунель довжиною 8,6 км з діаметром 7,2 метра, який подає ресурс до підземного машинного залу, розташованого неподалік лівого берегу Ялунцзян за 5 км після впадіння до неї Jiǔlónghé. 
Основне обладнання станції становлять три турбіни типу Френсіс потужністю по 110 МВт, які використовують напір у 272 метра та забезпечують виробництво 1620 млн кВт-год електроенергії на рік.